# Americana (vídeo)
Americana é um vídeo da banda estadunidense The Offspring, lançado em 8 de dezembro de 1998 em VHS e em 14 de dezembro de 1999 em DVD.

## Faixas
1. "Welcome to the Dollhouse"
2. "Garage Days"
3. "Cool to Hate"
4. "The Meaning of Life"
5. "Smash and Grab Part 1"
6. "All I Want"
7. "Mota"
8. "Smash and Grab Part 2"
9. "Gotta Get Away"
10. "Nitro"
11. "Take It Like a Man"
12. "Burn It Up"
13. "Bad Habit"
14. "Smash and Grab Part 3"
15. "Nothing from Something"
16. "Gone Away"
17. "Crossroads"
18. "Smash and Grab Part 4"
19. "Built for Speed"
20. "Self Esteem"
21. "The Final Battle"